# Championnats du monde de beach tennis 2015
 (mai 2025).
Si vous disposez d'ouvrages ou d'articles de référence ou si vous connaissez des sites web de qualité traitant du thème abordé ici, merci de compléter l'article en donnant les références utiles à sa vérifiabilité et en les liant à la section « Notes et références ».
Navigation
Édition précédente Édition suivante
Les championnats du monde de beach tennis 2015, septième édition des championnats du monde de beach tennis, ont eu lieu du 31 juillet au 2 août 2015 à Cervia, en Italie (comme l'édition précédente).
Ils sont remportés par les Italiens Michele Cappelletti et Matteo Marighella  chez les hommes et les Italiennes Giulia Gasparri et Flaminia Daina chez les femmes.